# Anfastebo naturreservat
Anfastebo naturreservat är ett naturreservat i Ale kommun i Västra Götalands län.
Reservatet är beläget i skogsområdet Alefjäll i Kilanda socken nära småorten Ryd i sydöstra delen av Ale kommun. Arealen är 120 hektar och skyddat sedan 1977.
Naturreservatet består av barr- och ekskog, och innefattar de två sjöarna Högsjön och Djupsjön (den västra hälften), samt det 150 meter höga berget Högås.
Reservatet förvaltas av Västkuststiftelsen.